# Sworn to a Great Divide
Sworn to a Great Divide es el séptimo álbum de estudio de la banda sueca Soilwork. Fue lanzado el 19 de octubre de 2007 en Europa y el 23 de octubre en los Estados Unidos, ambos a través de Nuclear Blast. Todas las sesiones de grabación de las voces fueron grabadas en los estudios Not Quite en Helsingborg. Este es el único álbum con Daniel Antonsson en las guitarras, reemplazando a Peter Wichers, quien dejó la banda en el 2005. Es, también, el último álbum que cuenta con el guitarrista Ola Frenning, quien dejó Soilwork en febrero del 2008.
Sworn to a Great Divide es el álbum de Soilwork que más copias ha vendido, aproximadamente 5000 en la primera semana de lanzamiento en los Estados Unidos, posicionándose en el lugar #148, y alcanzando el puesto #2 en el Top Heatseekers. El álbum completo fue colocado en el MySpace de Soilwork el 10 de octubre de 2007.
Debido a otros compromisos, Devin Townsend solo produjo las pistas vocales. El resto de la producción corrió a cargo de Ola Frenning y Peter Wildoer. Mientras que la especulación de algunos fanes pronosticaba que este álbum sería aún mejor y más intenso que Natural Born Chaos, Sworn to a Great Divide continuó con el mismo sonido comercial que Figure Number Five.

## Promoción
"Exile" se convirtió en el "sencillo" del álbum y fue lanzado como tal el 3 de octubre de 2007. También se lanzó un videoclip de esa canción que fue filmado en Gotemburgo. La canción también estuvo disponible para ser descargada y utilizada en el juego Guitar Hero II para la consola Xbox 360 el 15 de octubre de 2007. "Exile" también sonó en la radio poco después de su lanzamiento.

## Recepción
Sworn to a Great Divide ha tenido varias críticas positivas. Thom Jurek de Allmusic dijo: "A pesar del malestar de las expectativas, el álbum es muy bueno y no habría por qué quejarse". Jurek elogió al vocalista Björn Strid, diciendo que su estilo vocal limpio era muy bueno y un gran aporte al sonido del álbum. Concluyó diciendo; "Bien hecho, cuidadosamente ejecutado y lo suficientemente agresivo como para satisfacer a los fanes, ofreciendo algunas nuevas texturas, espacios y elementos de composición para añadir profundidad y dimensión a un sonido de constante evolución".
Podría decirse que el álbum recibió una crítica más "extrema", por parte de Stylus quienes consideran que el estilo de Soilwork es una "pesada reencarnación de Nirvana, combinado con el estilo de los modernos grupos Emo". También especuló que la canción "20 More Miles" era como un posible "movimiento comercial". Además, considera a Soilwork en cuanto a su sonido como "más metal que antes". Sworn to a Great Divide es también reconocido por sus "pegadizas" melodías de guitarras y las habilidades vocales de Strid. Y finalmente concluye: "Esto sí que es caer bajo, al igual que Slayer y Sunn O))), es un crédito a la amplitud de la resiliencia de la música".

## Canciones
Todas las letras escritas por Björn Strid.
| N.º | Título                                     | Duración |  |
| 1.  | «Sworn to a Great Divide»                  | 3:33     |  |
| 2.  | «Exile»                                    | 3:49     |  |
| 3.  | «Breeding Thorns»                          | 3:55     |  |
| 4.  | «Your Beloved Scapegoat»                   | 3:58     |  |
| 5.  | «The Pittsburgh Syndrome»                  | 2:46     |  |
| 6.  | «I, Vermin»                                | 3:38     |  |
| 7.  | «Light Discovering Darkness»               | 3:50     |  |
| 8.  | «As the Sleeper Awakes»                    | 4:18     |  |
| 9.  | «Silent Bullet»                            | 3:26     |  |
| 10. | «Sick Heart River»                         | 4:12     |  |
| 11. | «20 More Miles»                            | 4:38     |  |
| 12. | «Martyr» (bonus de la edición japonesa)    | 4:17     |  |
| 13. | «Sovereign» (bonus de la edición japonesa) | 4:26     |  |
| 14. | «Overclocked»                              | 3:41     |  |

## Fechas de lanzamiento
| País         | Fecha                 |
| ------------ | --------------------- |
| Europa       | 19 de octubre de 2007 |
| Norteamérica | 23 de octubre de 2007 |

## Posición en listas
| Listas (2007)      | Posición |
| ------------------ | -------- |
| Listas finesas     | 19       |
| Listas suecas      | 25       |
| Listas austriacas  | 57       |
| Listas suizas      | 74       |
| Listas francesas   | 136      |
| U.S. Billboard 200 | 148      |

## Créditos
- Björn "Speed" Strid − Voz
- Sven Karlsson − Teclados, Samplers
- Daniel Antonsson − Guitarra
- Ola Frenning − Guitarra
- Dirk Verbeuren − Batería
- Ola Flink − Bajo